# 윤희석 (배우)
.

## 학력
- 한국예술종합학교 연극원 졸업
- 한양대학교 대학원 연극영화학과 예술학 석사 졸업

## 출연작

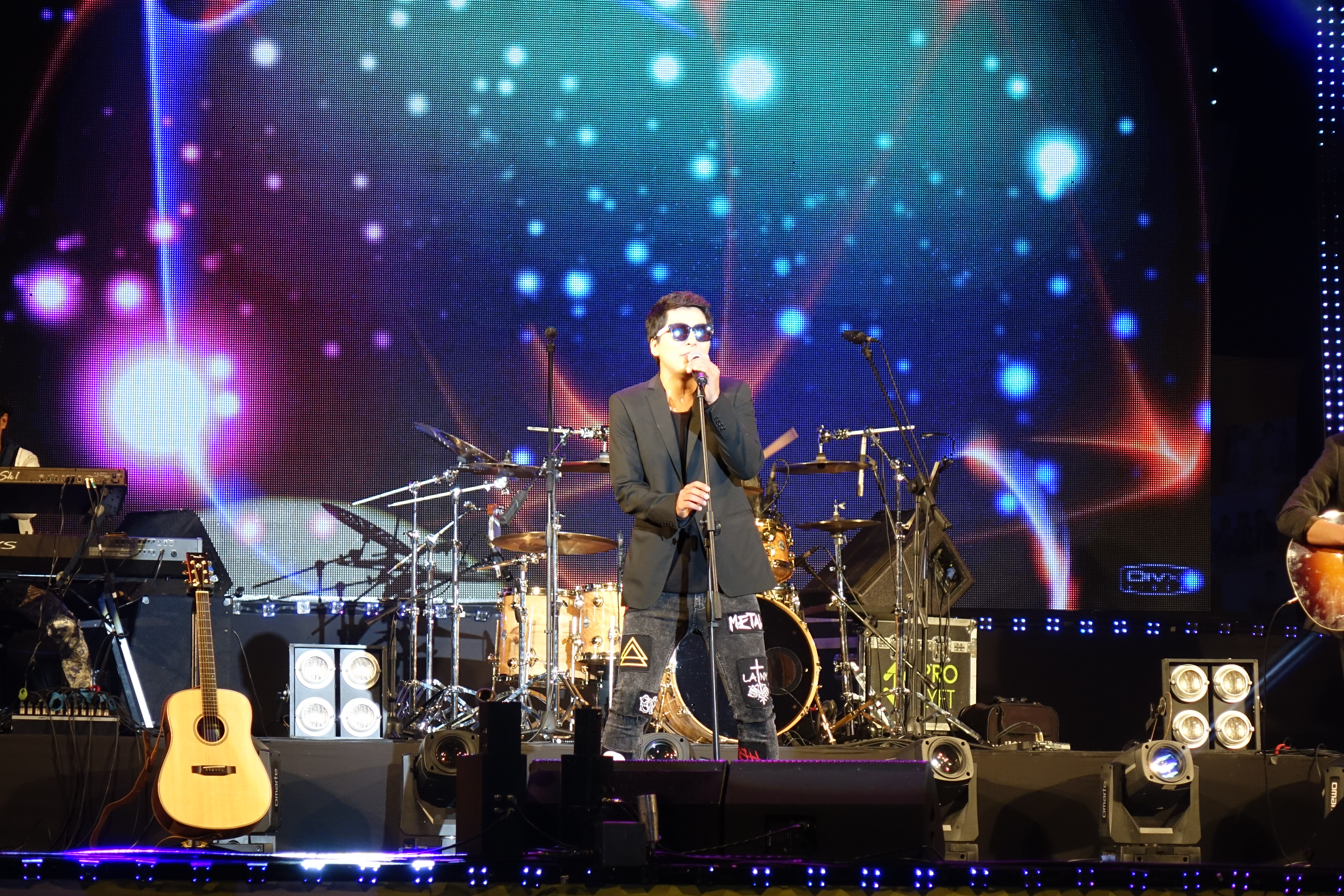
2015년 10월 경기도 과천시 겟 투게더 페스티벌에서 공연하는 윤희석 밴드

### 드라마
- 2006년 MBC 수목드라마 《90일, 사랑할 시간》 ... 김태훈 역
- 2007년 KBS2 단막극 《드라마시티 - 우리들의 조용필님》 ... 호상 역
- 2008년 KBS HDTV 문학관 《봄, 봄봄》
- 2008년 KBS2 아침드라마 《난 네게 반했어》 ... 강우진 역
- 2008년 SBS 금요드라마 《달콤한 나의 도시》 ... 허찬석 역
- 2008년 KBS2 테마드라마 《살아가는 동안 후회할 줄 알면서 저지르는 일들》 ... 박재민 역
- 2009년 KBS2 월화드라마 《전설의 고향》 ... 정희 역
- 2010년 KBS2 월화드라마 《구미호: 여우누이뎐》 ... 조현감 역
- 2010년 KBS 드라마 스페셜 《소년, 소녀를 만나다》 ... 조현추 역
- 2010년 KBS2 청소년 드라마 《정글피쉬 2》 ... 정인우 역
- 2011년 KBS2 월화드라마 《동안미녀》 ... 노용준 역
- 2011년 MBC 주말연속극 《반짝반짝 빛나는》 ... 남성우 역
- 2012년 MBC 수목드라마 《해를 품은 달》 ... 홍규태 역
- 2012년 KBS2 월화드라마 《드림하이 2》 ... 신재인 역
- 2012년 MBC 아침드라마 《천사의 선택》 ... 박상호 역
- 2012년 MBC 월화드라마 《마의》 ... 서두식 역
- 2013년 MBC 수목드라마 《투윅스》 ... 도상훈 역
- 2013년 MBC 일일연속극 《빛나는 로맨스》 ... 변태식 역
- 2014년 KBS2 수목드라마 《조선 총잡이》 ... 김옥균 역
- 2015년 SBS 아침드라마 《황홀한 이웃》 ... 서봉국 역
- 2015년 KBS2 주말연속극 《부탁해요, 엄마》 ... 송준영 역
- 2016년 네이버 TV 웹드라마 《투모로우보이》 ... 사채업자 역
- 2016년 네이버 TV 웹드라마 《사랑합니다 고객님》 ... 강형사 역
- 2017년 KBS2 수목드라마 《추리의 여왕》 ... 김호철 역
- 2017년 SBS 월화드라마 《사랑의 온도》 ... 민다니엘 역
- 2018년 MBC 월화드라마 《나쁜 형사》 ... 조두진 역
- 2019년 JTBC 월화드라마 《으라차차 와이키키 2》 ... 세모 등급 강남길 역
- 2019년 tvN 금요드라마 《쌉니다 천리마마트》 ... 고일영 역
- 2020년 채널A 금토드라마 《터치》 ... 양세준 역
- 2020년 tvN 수목드라마 《악의 꽃》 ... 김상진 역 (특별출연)
- 2021년 TV조선 토일드라마 《엉클》 ... 민경수 역
- 2023년 지니 TV 월화드라마 《종이달》 ... 제국 역
- 2024년 JTBC 토일드라마 《옥씨부인전》 … 차춘식 역

### 영화
- 2002년 《아프리카 아프리카》 ... 남자 역
- 2006년 《아주 특별한 손님》 ... 남택종 역
- 2007년 《오래된 정원》 ... 주영작 역
- 2007년 《뜨거운 것이 좋아》 ... 최경수 역
- 2008년 《래빗》 ... 희석 역
- 2009년 《결혼식 후에》 ... 박경호 역
- 2010년 《카페 느와르》 ... 서울랜드 담배 남자 역
- 2010년 《의형제》 ... 손태순 역
- 2010년 《조금만 더 가까이》 ... 주영 역
- 2010년 《이층의 악당》 ... 남 의사 역
- 2010년 《정글피쉬 2 극장판》 ... 정인우 역
- 2011년 《수상한 이웃들》 ... 조민기 역
- 2011년 《챔프》 ... 인권 역
- 2020년 《시호》 ... 성재 역

### 연극
- 1996년 : 《놋쇠병정》
- 1997년 : 《펠리칸》
- 1997년 : 《그 춤 또 한번 그 춤》
- 1998년 : 《청혼》
- 1998년 : 《터미널》
- 1999년 : 《무거운 물》
- 1999년 : 《구름》
- 2001년 : 《노을의 소원》
- 2016년 : 《까사 발렌티나》

### 뮤지컬
- 2001년 : 《야호! 버스를 타자》
- 2001년 : 《록키호러쇼》
- 2005년 : 《그리스》
- 2009년 : 《헤드윅》
- 2014년 : 《형제는 용감했다》
- 2017년 : 《그여름 동물원》 김창기역

### 콘서트
- 2015년 : 《윤희석, 백자 콘서트》

### 뮤직비디오
- 2000년 크래쉬 - 패일로어
- 2000년 할리퀸 - 기도
- 2002년 지영선 - 사랑

## 수상 및 후보
| 연도 | 시상식            | 부문               | 작품                 | 결과 |
| ---- | ----------------- | ------------------ | -------------------- | ---- |
| 2007 | 제15회 춘사영화제 | 신인남우상         | 오래된 정원          | 후보 |
| 2008 | KBS 연기대상      | 남자 연작 단막극상 | TV 문학관 - 봄, 봄봄 | 수상 |